# Volant RACC
El Volant RACC Catalunya, més conegut simplement com a Volant RACC, és una fórmula promocional de competició de ral·li creada pel Reial Automòbil Club de Catalunya (RACC) i adreçada a pilots joves que tinguin llicència federativa catalana. Instaurat el 1979, actualment compta amb el patrocini del concessionari d'automòbils vallesà MAVISA, per la qual cosa duu el títol oficial de Volant RACC / Trofeu MAVISA.
La competició consta de set proves puntuables, quatre d'asfalt i tres de terra -en ser un campionat mixt, la dificultat i exigència als participants augmenta-, totes elles dins el Campionat de Catalunya de ral·lis. Del Volant RACC n'han sortit pilots consagrats com ara Dani Solà, Pep Bassas, Mia Bardolet o Josep Maria Membrado entre d'altres.

## Història
El Volant RACC nasqué un ay després que el club hagués llançat una primera fórmula promocional semblant, el Trofeu FAE ("Foment de l'Automobilisme Esportiu"), i anava destinat a pilots menors de 30 anys que ja haguessin debutat en competició i s'haguessin classificat un mínim de 4 vegades en proves del Campionat de Catalunya de ral·lis o el de muntanya. A més, els tres primers classificats del Trofeu FAE quedaven automàticament classificats per al Volant RACC de l'any següent.
Tot i que es primava l'especialitat dels ral·lis (sobre asfalt i sobre terra), el Volant incloïa proves de diverses disciplines per tal de formar els pilots en totes elles: pujades de muntanya i circuits d'asfalt (amb curses al de Calafat). Per poder optar a la victòria final, el pilot s'havia d'inscriure en un mínim de proves i haver participat en totes les disciplines programades.
Inicialment, els automòbils admesos al Volant RACC eren els mateixos que al Trofeu FAE, és a dir, de fabricació estatal (FN) i del Grup N (des de 1989), repartits en tres categories o divisions:
- A: Fins a 1.150 cc
- B: Entre 1.151 i 1.300 cc
- C: Més de 1.300 cc

D'ençà de 1990, la divisió C desaparegué i s'augmentaren els premis atorgats: a més de les primes de participació, s'establiren premis per als dos millors classificats per categoria a cada prova; el guanyador final del Volant RACC obtenia 800.000 pts (uns 4.808 euros al canvi) i un Peugeot 309 GTI del Grup A, amb el qual podia participar en el Campionat de Catalunya de ral·lis de l'any següent, si era menor de 25 anys, formant part de l'equip RACC-Marlboro Challenge Peugeot. Si el pilot tenia més de 25 anys, rebia 1.200.000 pts (7.212 euros). Hi havia també importants premis en metàl·lic per a la resta de classificats.

## Palmarès
Font:
A 31 de desembre de 2015
| Any  | Pilot                             |
| ---- | --------------------------------- |
| 1979 | Joan Carles Mach                  |
| 1980 | Jaume Camps                       |
| 1981 | Aman Barfull                      |
| 1982 | Antoni Rius                       |
| 1983 | Fernando Serena i Manuel Casanova |
| 1984 | Xavier Girbau                     |
| 1985 | Mia Bardolet                      |
| 1986 | Jordi Griñó                       |
| 1987 | Xavier Mas i Jordi Miranda        |
| 1988 | Jordi Ventura                     |
| 1989 | Toni Vidal                        |
| 1990 | Kim Casasayas                     |
| 1991 | Miki Solé                         |
| 1992 | Jordi Picó i Just Garcia          |
| 1993 | Sergi Pérez                       |
| 1994 | Jordi Ferran                      |
| 1995 | Jaume Hernández                   |
| 1996 | Josep Molina                      |
| 1997 | Marc Blázquez                     |
| 1998 | Dani Solà                         |
| 1999 | Josep Maria Membrado              |
| 2000 | Àlex Juaneda                      |
| 2001 | Eduard García                     |
| 2002 | David Colldecarrera               |
| 2003 | Marc Gutiérrez                    |
| 2004 | Òscar Mascaró                     |
| 2005 | Jordi Martínez                    |
| 2006 | Jordi Martí                       |
| 2007 | Marc Jiménez                      |
| 2008 | Alex Bercianos                    |
| 2009 | Ferran Pujol                      |
| 2010 | Joan Carchat                      |
| 2011 | Víctor P. Raluy                   |
| 2012 | Miquel Prat                       |
| 2013 | Jordi Salinas                     |
| 2014 | Jordi Rodríguez                   |
| 2015 | Ramon Cornet                      |